# クラリネット小協奏曲 (ウェーバー)
クラリネット小協奏曲 変ホ長調 作品26は、カール・マリア・フォン・ウェーバーが1811年に作曲したクラリネットと管弦楽のための協奏的作品。クラリネットをメインとしたウェーバーの一連の作品のうち最初に書かれたもので、この曲の初演を契機として2曲のクラリネット協奏曲（第1番ヘ短調作品73、第2番変ホ長調作品74）がさらに作曲された。
ウェーバーのクラリネット作品は、ミュンヘンの宮廷管弦楽団のクラリネット奏者であったハインリヒ・ヨーゼフ・ベールマンとの出会いから生まれた。その最初の作品である小協奏曲は、ベールマンからの依頼で作曲されたと伝えられている。ウェーバーは、ミュンヘンで予定していた自作によるコンサートでの初演を考え、ほぼ2週間でこの曲を作曲し、1811年4月2日に完成した。
初演となったコンサートは完成からわずか3日後の4月5日に行われ、ベールマンはほとんど練習しないままこの曲の演奏に臨んだ。このコンサートにはバイエルン国王マクシミリアン1世も臨席していたが、この演奏に感動した王は新たに2曲の協奏曲の作曲をウェーバーに依頼した。

## 編成
独奏クラリネット（B♭管）、フルート、オーボエ2、ファゴット2、ホルン2、トランペット2、ティンパニ、弦五部

## 構成
演奏時間は約9分。3部分からなる単一楽章。
- 第1部　アダージョ・マ・ノン・トロッポ、ハ短調、4分の3拍子
冒頭はトゥッティのオーケストラで、ハ短調の主和音（I）がフォルテで奏でられるが、その後に登場する独奏クラリネットはピアノから始まるため、急激な対比が、クラリネットの魅力の一つである弱音の美しさをより際立たせているといえる。最後はト長調で締めくくられるが、終始繊細な調べが奏でられる。
- 第2部　アンダンテ、変ホ長調、2分の2拍子、主題と4つの変奏。
第1部の同主調である変ホ長調に移り、全曲の中心となる部分。以下、それぞれの変奏の特徴を示す。
  - 主題 - まずは穏やかに主題をクラリネットが奏でるが、その中にもクラリネットの特徴である音域の広さを生かした跳躍がみられる。
  - 第1変奏 - オーケストラによる間奏に答えるようにクラリネットが技巧的なパッセージを奏でる。
  - 第2変奏 - 三連符を中心とした変奏。主題に近い変奏だが、主題が跳躍を多く含むのに対しこの変奏ではスケールを主体にしていることや、三連符を扱っていることによって、柔らかい印象を与える。
  - 第3変奏 - 非常にヴィルトゥオジックな変奏。変ホ長調のスケールやアルペジオが目まぐるしく動く。特にここでのクラリネットのスタッカート奏法は難所である。
  - 第4変奏 - それまでの変奏とはうって変わって、非常に穏やかな変奏。音域による音色の対比が試みられている。
- 第3部　アレグロ、変ホ長調、8分の6拍子
第2部の主題の断片的な変奏に始まり、ロンド風の形式をとる。

なお、第3部に入る直前に挿入するためベールマンが書いたカデンツァが残されている。楽譜としては1987年にパメラ・ウェストン版で初めて出版された。